# Molly Shannon
Molly Helen Shannon (Shaker Heights, 16 settembre 1964) è un'attrice e comica statunitense.

## Biografia
Nata nell'Ohio in una famiglia cattolica di origini irlandesi; all'età di 4 anni, ebbe un incidente stradale in cui morirono sua madre, sua sorella (3 anni) e un suo cugino (25 anni). Debutta nel 1989 nel film Il fantasma dell'Opera, con Robert Englund. Divenuta famosa in seguito per la sua partecipazione al Saturday Night Live, dove ha dato vita a sketch comici ed imitazioni parodistiche di personaggi come Courtney Love, Monica Lewinsky, Elizabeth Taylor, Björk e Tori Amos. Tra i film a cui ha preso parte vi sono Happiness - Felicità, A Night at the Roxbury, Terapia e pallottole, Mai stata baciata ed Il Grinch. Negli anni seguenti ha recitato nelle commedie romantiche Quando l'amore è magia - Serendipity e Amore a prima svista.
Tra il 1999 ed il 2004 ha interpretato il ruolo ricorrente di Val Bassett, strampalata vicina di casa dei protagonisti di Will & Grace. Sempre nel 2004 ha partecipato ad un episodio di Scrubs - Medici ai primi ferri nel ruolo del paramedico Denise Lemmon. Nel 2006 Sofia Coppola le affida la parte di Zia Vittoria in Marie Antoinette, successivamente torna ai ruolo comici e brillanti in Scary Movie 4, Quel nano infame, Ricky Bobby - La storia di un uomo che sapeva contare fino a uno e Un'impresa da Dio. Nel 2007 è protagonista della commedia drammatica Year of the Dog.

## Vita privata
L'attrice è sposata dal 2004 con l'artista Fritz Chestnut, e ha due figli: Stella (nata nel 2003) e Nolan (nato nel 2005).

## Filmografia parziale

### Attrice

#### Cinema
- Il fantasma dell'opera (The Phantom of the Opera), regia di Dwight H. Little (1989)
- Congiunzione di due lune 2 - Ritorno a Two Moon Junction (Return to Two Moon Junction), regia di Farhad Mann (1995)
- Il tagliaerbe 2 - The Cyberspace (Lawnmower Man 2: Beyond Cyberspace), regia di Farhad Mann (1996)
- A Night at the Roxbury, regia di John Fortenberry (1998)
- Terapia e pallottole (Analyze This), regia di Harold Ramis (1999)
- Mai stata baciata (Never Been Kissed), regia di Raja Gosnell (1999)
- Superstar, regia di Bruce McCulloch (1999)
- Il Grinch (How the Grinch Stole Christmas), regia di Ron Howard (2000)
- Wet Hot American Summer, regia di David Wain (2001)
- Osmosis Jones, regia di Bobby Farrelly e Peter Farrelly (2001)
- Quando l'amore è magia - Serendipity (Serendipity), regia di Peter Chelsom (2001)
- Che fine ha fatto Santa Clause? (The Santa Clause 2), regia di Michael Lembeck (2002)
- La figlia del mio capo (My Boss's Daughter), regia di David Zucker (2003)
- Cani dell'altro mondo (Good Boy!), regia di John Hoffman (2003)
- Scary Movie 4, regia di David Zucker (2006)
- Marie Antoinette, regia di Sofia Coppola (2006)
- Quel nano infame (Little Man), regia di Keenen Ivory Wayans (2006)
- Fratelli, amori e tanti guai (Gray Matters), regia di Sue Kramer (2006)
- Ricky Bobby (2006)
- Year of the Dog, regia di Mike White (2007)
- Un'impresa da Dio (Evan Almighty), regia di Tom Shadyac (2007)
- What Goes Up, regia di Jonathan Glatzer (2009)
- Bad Teacher - Una cattiva maestra (Bad Teacher), regia di Jake Kasdan (2011)
- Scary Movie V, regia di Malcolm D. Lee (2013)
- Life After Beth - L'amore ad ogni costo (Life After Beth), regia di Jeff Baena (2014)
- Quel fantastico peggior anno della mia vita (Me & Earl & the Dying Girl), regia di Alfonso Gomez-Rejon (2015)
- Other People, regia di Chris Kelly (2016)
- The Little Hours, regia di Jeff Baena (2017)
- Private Life, regia di Tamara Jenkins (2018)
- Sei gemelli (Sextuplets), regia di Michael Tiddes (2019)
- Una donna promettente (Promising Young Woman), regia di Emerald Fennell (2020)
- Horse Girl, regia di Jeff Baena (2020)
- A Good Person, regia di Zach Braff (2023)

#### Televisione
- I segreti di Twin Peaks (Twin Peaks) – serie TV, episodio 2x12 (1991)
- Ellen – serie TV, episodio 1x08 (1994)
- Seinfeld – serie TV, episodio 8x22 (1997)
- Sex and the City – serie TV, episodi 5x02-5x04-5x07 (2002)
- Will & Grace – serie TV, 8 episodi (1999-2020)
- Scrubs - Medici ai primi ferri (Scrubs) - serie TV, episodio 4x08 (2004)
- Glee – serie TV, episodi 1x17-1x19 (2010)
- Hannibal – serie TV, 1 episodio 1x04 (2013)
- Jessie – serie TV, 1 episodio 2x26 (2013)
- The Spoils of Babylon – miniserie TV, 2 puntate (2014)
- Wet Hot American Summer: First Day of Camp – miniserie TV, 7 puntate (2015)
- Divorce – serie TV, 24 episodi (2016-2019)
- Wet Hot American Summer: Ten Years Later – serie TV, 3 episodi (2017)
- The White Lotus – serie TV, episodi 1x04-1x05 (2021)
- Only Murders in the Building – serie TV, 4 episodi (2024)

### Videoclip
- Swish Swish di Katy Perry (2017)

### Doppiatrice
- Air Buddies - Cuccioli alla riscossa (Air Buddies), regia di Robert Vince (2006)
- Supercuccioli sulla neve (Snow Buddies), regia di Robert Vince (2008)
- Hotel Transylvania, regia di Genndy Tartakovsky (2012)
- Hotel Transylvania 3 - Una vacanza mostruosa (Hotel Transylvania 3: Summer Vacation), regia di Genndy Tartakovsky (2018)
- Hotel Transylvania - Uno scambio mostruoso (Hotel Transylvania: Transformania), regia di Derek Drymon e Jennifer Kluska (2022)

### Sceneggiatrice
- Superstar, regia di Bruce McCulloch (1999)

## Personaggi famosi imitati
- Angelina Jolie
- Ann Miller
- Anna Nicole Smith
- Brooke Shields
- Courteney Cox
- Courtney Love
- Donatella Versace
- Elizabeth Taylor
- Emma Bunton
- Debbie Rowe
- Gillian Anderson
- Gwen Stefani
- Julianna Margulies
- Keri Russell
- Liza Minnelli
- Madonna
- Maggie Haberman
- Marie Osmond
- Melania Trump
- Michelle Kwan
- Monica Lewinsky
- Neve Campbell
- Shania Twain
- Soon-Yi Previn
- Suzy Amis
- Téa Leoni

## Doppiatrici italiane
Nelle versioni in italiano delle opere in cui ha recitato, Molly Shannon è stata doppiata da:
- Franca D'Amato in Wet Hot American Summer, Serendipity - Quando l'amore è magia, La figlia del mio capo, Ricky Bobby, Marie Antoinette, Wet Hot American Summer: First Day of Camp, Other People, Wet Hot American Summer: Ten Years Later
- Roberta Greganti ne Il Grinch, Kath & Kim, Scrubs - Medici ai primi ferri, Web Therapy, Jay e Silent Bob - Ritorno a Hollywood
- Daniela D'Angelo in Divorce, Private Life, Horse Girl, Only Murders in the Building
- Laura Boccanera in Will & Grace, The White Lotus
- Stefanella Marrama in Glee, Scary Movie V
- Giò Giò Rapattoni in Quel fantastico peggior anno della mia vita, A Good Person
- Anna Cugini in Life after Beth, Enlightened
- Chiara Salerno ne I segreti di Twin Peaks
- Pinella Dragani in Seinfeld
- Antonella Giannini in Terapia e pallottole
- Laura Cosenza in Cani dell'altro mondo
- Alessandra Cassioli in Scary Movie 4
- Cristiana Lionello in Superstar - Osa sognare
- Anna Cesareni in Mai stata baciata
- Paola Giannetti in Bad Teacher - Una cattiva maestra
- Cristina Boraschi in The Middle
- Tiziana Avarista in Sei gemelli
- Mirta Pepe in Una donna promettente
- Valentina Stredini in Un uragano all'improvviso

Da doppiatrice è sostituita da:
- Stefanella Marrama in Hotel Transylvania, Hotel Transylvania 2, Hotel Transylvania 3 - Una vacanza mostruosa
- Giò Giò Rapattoni in Air Buddies, Supercuccioli sulla neve
- Germana Longo in Quella scimmia del mio amico
- Chiara Colizzi in Igor
- Barbara Sacchelli in Spy Kids - Missione Alfa